# Fossavatnsgangan

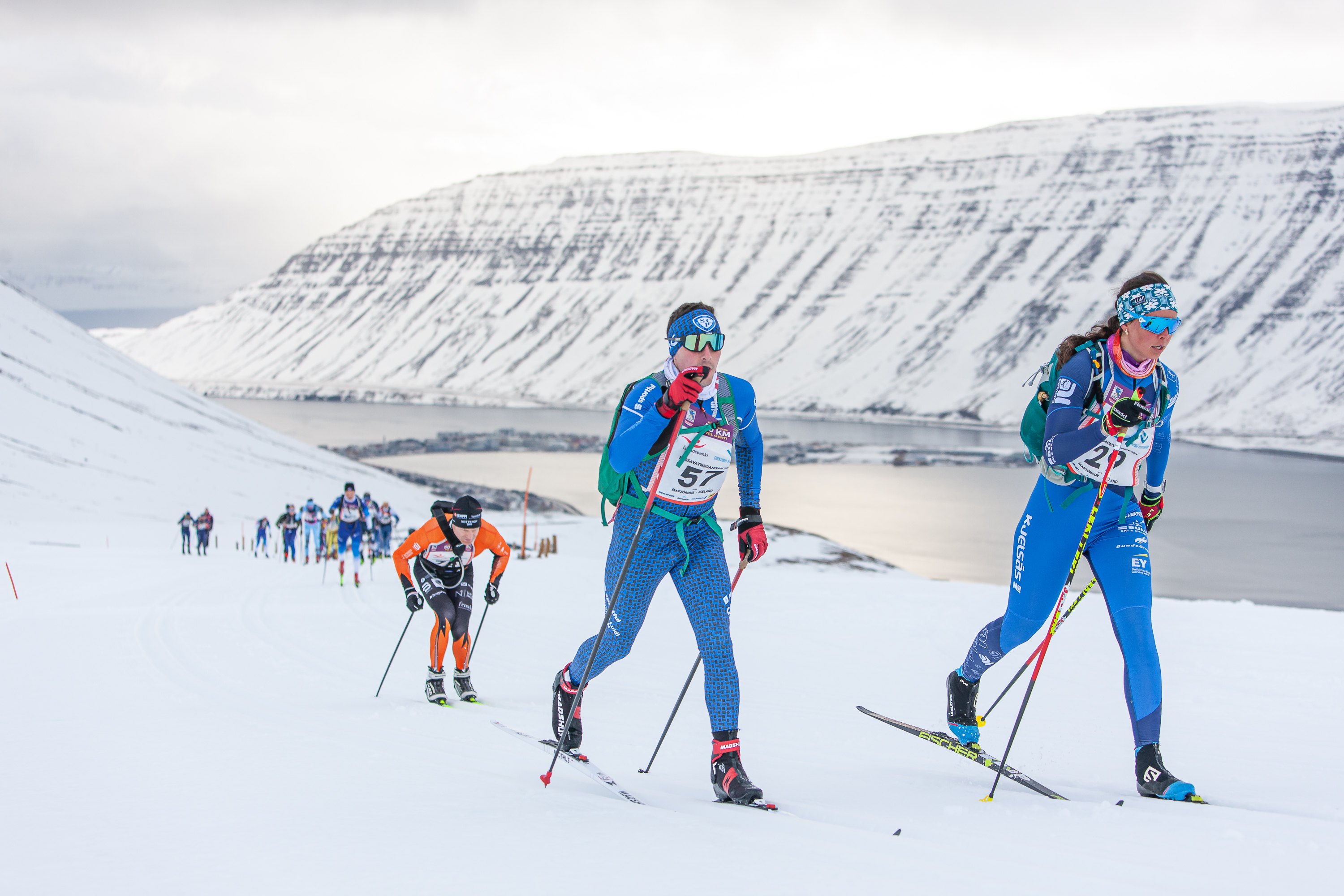
Fossavatnsgangan 2024

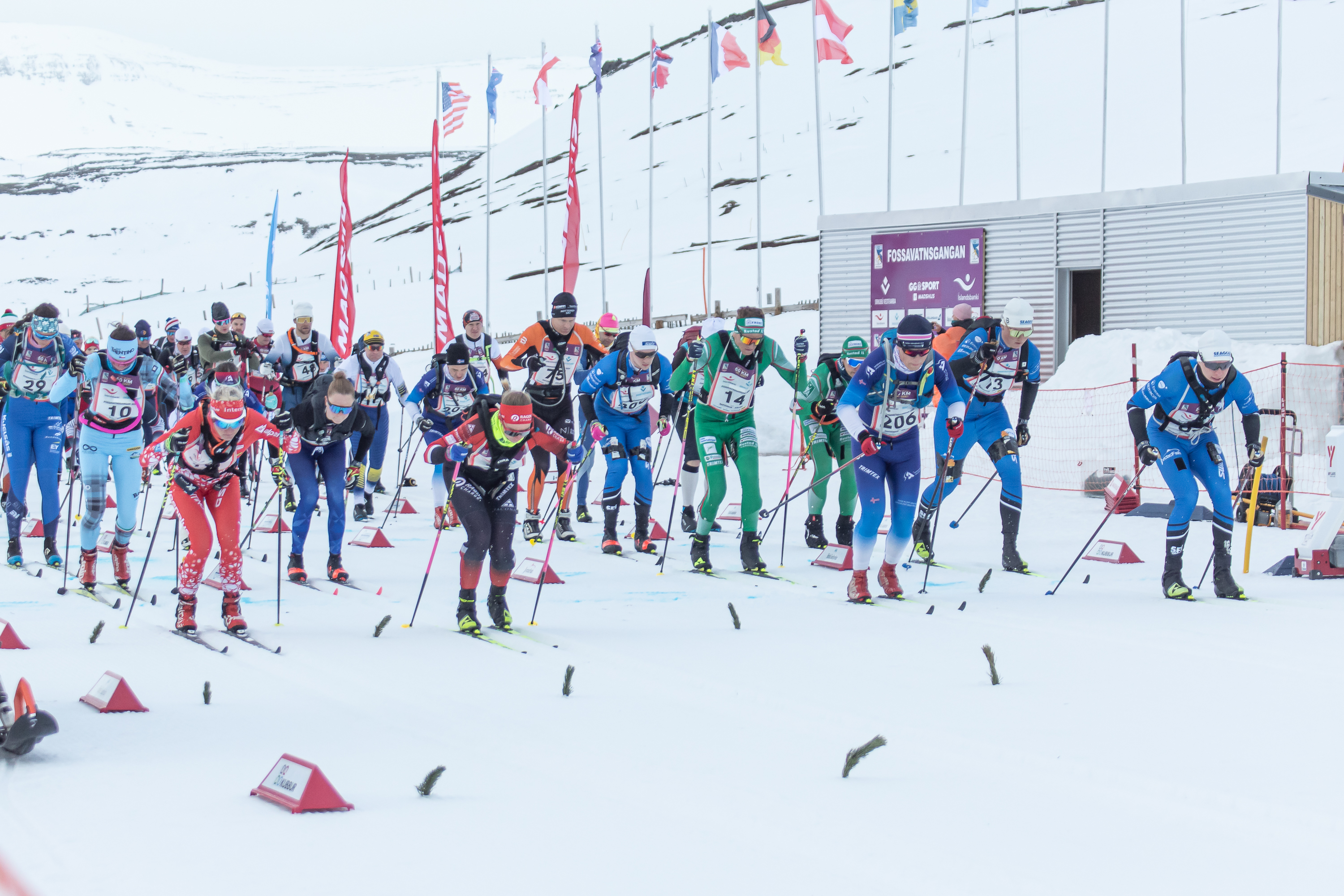
Fossavatnsgangan 2024, Start des 50-km-Rennens

Der Fossavatnsgangan (in manchen englischsprachigen Medien auch Fossavatn Ski Marathon genannt) ist der größte Volkslanglauf Islands und findet jährlich seit 1935 in Ísafjörður im äußersten Nordwesten des Landes, in der Regel am zweiten April-Wochenende, statt. Seit 2014 ist er Teil der weltweiten Worldloppet-Serie, die den jeweils wichtigsten Skimarathon in jedem von aktuell 20 Mitgliedsländern umfasst. Der Hauptlauf in klassischer Technik wird seit 2004 auf einer anspruchsvollen, 50 km langen Strecke ausgetragen, die Teilnahme ist ab dem Alter von 16 Jahren möglich. In den neunzig Jahren seines Bestehens wurde das Rennen noch nie wegen Schneemangels abgesagt. Die Teilnehmerzahl liegt üblicherweise bei nur ca. 300 Langläufern auf dem Hauptlauf und ca. 450 insgesamt.

## Geschichte
Der erste Fossavatnsgangan wurde am 22. April 1935 mit sieben Skiläufern ausgetragen und war 18 km lang. Das Rennen fand anschließend bis 1940 jährlich statt, wurde dann aber im Zweiten Weltkrieg eingestellt, als nach dem deutschen Einmarsch in Dänemark und Norwegen (Unternehmen Weserübung) das strategisch wichtige Island von Großbritannien besetzt wurde. Es wurde 1955 wiederbelebt und ist seitdem nie mehr ausgefallen.
In den ersten Jahrzehnten betrug die Distanz immer etwa 20 km und der Start lag etwa 5 km südlich von Ísafjörður in der Nähe des kleinen Sees Fossavatn, von dem das Rennen seinen Namen hat. Es gab keine Einrichtungen, nur einen großen Felsen und einen Fahnenmast, und weder Unterstände noch Toiletten, nicht einmal eine Straße dorthin. Um zum Start zu gelangen, musste man entweder eine einstündige Bergwanderung auf sich nehmen oder eine holprige Bergstraße bis ungefähr zur Streckenhälfte des Rennens hinauffahren und 10 km zurück zum Start laufen.
Anfang der 1990er Jahre wurden zuerst zwei kürzere Distanzen eingeführt und 2004 zum ersten Mal der heutige 50-km-Lauf veranstaltet. Der Start wurde vom ursprünglichen Standort verlegt, allerdings ist der große Felsen dort heute noch da und markiert die Streckenhälfte des 50-km-Rennens.
Der bisherige Teilnehmerrekord wurde 2016 mit 363 Sportlern im Hauptrennen und 499 insgesamt auf allen Distanzen erreicht.

## Heutige Läufe
Folgende Distanzen stehen aktuell (Stand: 2025) zur Auswahl:
In klassischer Technik
- 50 km am Samstag (Hauptlauf)
- 25 km am Samstag
- 12,5 km am Samstag
- 5 km „Familien-Fossavatn“ am Donnerstag, ohne elektronische Zeitnahme, für Teilnehmer ab 8 Jahren
- 1 km „Kinder-Fossvatn“ am Donnerstag, ohne elektronische Zeitnahme, ohne Altersbeschränkung

Im Freistil
- 25 km am Donnerstag, ohne elektronische Zeitnahme, für Teilnehmer ab 13 Jahren
- 70 km Nachtlauf (Start um 22 Uhr) am Mittwoch, ohne elektronische Zeitnahme, für Teilnehmer ab 16 Jahren
- 35 km Nachtlauf (Start um 22 Uhr) am Mittwoch, ohne elektronische Zeitnahme, für Teilnehmer ab 16 Jahren

## Strecke (Hauptlauf)
Die ersten 15 km sind anstrengend, da man sich vom Start auf 290 Metern Höhe auf 614 m hocharbeiten muss. Von dort aus geht es 10 km leicht bergab in Richtung Nónvatn und Engidalur bis zum Wendepunkt in „Steinn“ bei Kilometer ca. 26. Die nächsten 4 km sind nicht einfach und werden von einem sehr langen und anspruchsvollen Anstieg hinauf nach Fellsháls geprägt. Danach folgt ein langer Abschnitt in sanftem Gelände, bevor der letzte Anstieg auf den berüchtigten Miðfellsháls erfolgt. Die letzten 7 km geht es nur noch flach oder bergab.

## Siegertabelle (Hauptlauf)
| Jahr | km                                   | Sieger                               | Zeit (h)                             | Siegerin                             | Zeit (h)                             |
| ---- | ------------------------------------ | ------------------------------------ | ------------------------------------ | ------------------------------------ | ------------------------------------ |
| 2025 | 50                                   | Thomas Bing                          | 2:14:43                              | Linda Rós Hannesdóttir               | 3:26:44                              |
| 2024 | 50                                   | Magnus Waaler                        | 2:41:13                              | Anikken Gjerde Alnæs                 | 2:55:28                              |
| 2023 | 50                                   | Mathias Aas Rolid                    | 2:04:02                              | Nadja Kälin                          | 2:26:15                              |
| 2022 | 50                                   | Snorri Eyþór Einarsson -2-           | 2:29:08                              | Andrea Kolbeinsdóttir                | 3:07:50                              |
| 2021 | 50                                   | Snorri Eyþór Einarsson               | 3:06:53                              | Iris Pessey                          | 4:01:38                              |
| 2020 | wegen der COVID-19-Pandemie abgesagt | wegen der COVID-19-Pandemie abgesagt | wegen der COVID-19-Pandemie abgesagt | wegen der COVID-19-Pandemie abgesagt | wegen der COVID-19-Pandemie abgesagt |
| 2019 | 50                                   | Morten Eide Pedersen                 | 1:58:55                              | Marine Dusser                        | 2:38:30                              |
| 2018 | 50                                   | Ilya Chernousov -2-                  | 2:13:59                              | Maria Gräfnings                      | 2:36:17                              |
| 2017 | 50                                   | Petter Northug                       | 2:19:44                              | Britta Johansson Norgren             | 2:41:03                              |
| 2016 | 50                                   | Markus Ottosson                      | 2:24:29                              | Justyna Kowalczyk                    | 2:40:41                              |
| 2015 | 50                                   | Ilya Chernousov                      | 2:48:16                              | Riitta-Liisa Roponen                 | 3:09:10                              |
| 2014 | 50                                   | Petter Soleng Skinstad               | 2:27:12                              | Mary J. Young                        | 3:05:29                              |
| 2013 | 50                                   | Toni Livers                          | 2:00:21                              | Seraina Boner                        | 2:17:11                              |
| 2012 | 50                                   | Markus Jönsson -2-                   | 2:45:20                              | Aino-Kaisa Saarinen                  | 2:46:12                              |
| 2011 | 50                                   | Vadim Gusev                          | 2:47:44                              | Hólmfríður Vala Svavarsdóttir        | 3:06:27                              |
| 2010 | 50                                   | Markus Jönsson                       | 2:39:47                              | Mary Beth Tuttle -2-                 | 3:13:10                              |
| 2009 | 50                                   | Oskar Svärd -2-                      | 2:32:08                              | Kim Rudd                             | 3:15:58                              |
| 2008 | 50                                   | Svein Tore Sinnes                    | 2:33:!6                              | Lina Anderson                        | 3:00:54                              |
| 2007 | 50                                   | Oskar Svärd                          | 2:38:16                              | Susanne Nyström                      | 2:50:14                              |
| 2006 | 50                                   | Jørgen Aukland                       | 2:17:00                              | Mary Beth Tuttle                     | 3:00:28                              |
| 2005 | 50                                   | Atli Jóhannes Bjerkli                | 3:22:51                              | Linda Ramsdell -2-                   | 4:41:43                              |
| 2004 | 50                                   | Ólafur Th. Árnason -4-               | 2:56:15                              | Linda Ramsdell                       | 3:50:13                              |
| 2003 | 20                                   | Ólafur Th. Árnason -3-               | 1:18:43                              | Rósa Þorsteinsdóttir                 | 1:48:31                              |
| 2002 | 20                                   | Ólafur Th. Árnason -2-               | 1:06:04                              | Sandra Dís Steinþórsdóttir           | 1:23:20                              |
| 2001 | 20                                   | Markús Þór Björnsson                 | 1:09:12                              | Stella Hjaltadóttir -5-              | 1:24:24                              |
| 2000 | 20                                   | Ólafur Th. Árnason                   | 1:10:14                              | Katrín Árnadóttir                    | 1:20:09                              |
| 1999 | 20                                   | Magnús Eiríksson -2-                 | 1:11:05                              | Stella Hjaltadóttir -4-              | 1:19:46                              |
| 1998 | 20                                   | Magnús Eiríksson                     | 1:08:08                              | Sigrún Sólbjört Halldórsdóttir       | 1:35:44                              |
| 1997 | 20                                   | Einar Ólafsson -7-                   | 1:02:33                              | Stella Hjaltadóttir -3-              | 1:18:15                              |
| 1996 | 20                                   | Gísli Einar Árnason -3-              | 0:54:54                              | Helga Margrét Malmquist              | 1:14:30                              |
| 1995 | 20                                   | Einar Ólafsson -6-                   | 1:00:38                              | Vigdís Harðardóttir                  | 1:59:16                              |
| 1994 | 22                                   | Gísli Einar Árnason -2-              | 1:08:56                              | –                                    | –                                    |
| 1993 | 20                                   | Sigurgeir Svavarsson -2-             | 0:57:53                              | Auður Ebenesersdóttir                | 1:18:44                              |
| 1992 | 20                                   | Gísli Einar Árnason                  | 1:03:16                              | Elín Harðardóttir                    | 1:37:35                              |
| 1991 | 20                                   | Sigurgeir Svavarsson                 | 1:00:54                              | Bitti Sandahl                        | 1:05:46                              |
| 1990 | 21                                   | Haukur Eiríksson                     | 1:06:51                              | Ragna Finnsdóttir                    | 1:39:50                              |
| 1989 | 21                                   | Einar Ólafsson -5-                   | 0:55:25                              | Stella Hjaltadóttir -2-              | 1:11:49                              |
| 1988 | 21                                   | Einar Ólafsson -4-                   | 0:56:17                              | –                                    | –                                    |
| 1987 | 21                                   | Einar Ólafsson -3-                   | 0:55:46                              | Auður Yngvadóttir -2-                | 1:37:42                              |
| 1986 | 21                                   | Haukur Eiríksson                     | 1:09:37                              | Auður Yngvadóttir -2-                | 1:49:29                              |
| 1985 | 21                                   | Eilif Mikkelsplass                   | 0:52:31                              | Stella Hjaltadóttir                  | 1:18:04                              |
| 1984 | 21                                   | Sven Erik Danielsson                 | 0:57:54                              | Sigurveig Gunnarsdóttir              | 2:02:16                              |
| 1983 | 21                                   | Einar Ólafsson -2-                   | 0:56:45                              | Anna Gunnlaugsdóttir -2-             | 1:31:25                              |
| 1982 | 21                                   | Einar Ólafsson                       | 0:56:03                              | –                                    | –                                    |
| 1981 | 21                                   | Þröstur Jóhannesson -4-              | 1:13:08                              | Hjördís Hjartardóttir                | 1:57:50                              |
| 1980 | 21                                   | Þröstur Jóhannesson -3-              | 1:08:22                              | Auður Yngvadóttir                    | 1:51:40                              |
| 1979 | 21                                   | Þröstur Jóhannesson -2-              | 1:13:50                              | Kristín Úlfsdóttir                   | 2:15:57                              |
| 1978 | 21                                   | Þröstur Jóhannesson                  | 1:07:17                              | Ólöf Oddsdóttir -2-                  | 2:12:45                              |
| 1977 | 21                                   | Halldór Matthíasson                  | 1:09:25                              | Anna Gunnlaugsdóttir                 | 2:36:39                              |
| 1976 | 21                                   | Guðjón H. Höskuldsson                | 1:14:22                              | Ólöf Oddsdóttir                      | 2:18:20                              |
| 1975 | 21                                   | Davíð A. Höskuldsson                 | 1:11:20                              | Sigrún Grímsdóttir                   | 2:18:33                              |
| 1974 | 21                                   | Kristján Rafn Guðmundsson -12-       | 1:22:47                              | –                                    | –                                    |
| 1973 | 21                                   | Kristján Rafn Guðmundsson -11-       | 1:07:24                              | Hildur Eiríksdóttir                  | 2:02:27                              |
| 1972 | 21                                   | Kristján Rafn Guðmundsson -10-       | 1:12:54                              | Guðríður Sigurðardóttir              | 2:30:20                              |
| 1971 | 21                                   | Kristján Rafn Guðmundsson -9-        | 1:12:15                              | Jóhanna Hálfdánsdóttir               | 2:41:00                              |
| 1970 | 18                                   | Kristján Rafn Guðmundsson -8-        | 1:16:10                              | Marta Árnadóttir                     | 3:25:20                              |
| 1969 | 21                                   | Sigurður Gunnarsson                  | 1:20:06                              |                                      |                                      |
| 1968 | 21                                   | Kristján Rafn Guðmundsson -7-        | 1:31:10                              |                                      |                                      |
| 1967 | 21                                   | Kristján Rafn Guðmundsson -6-        | 1:09:00                              |                                      |                                      |
| 1966 | 21                                   | Kristján Rafn Guðmundsson -5-        | 1:22:35                              |                                      |                                      |
| 1965 | 17                                   | Kristján Rafn Guðmundsson -4-        | 1:03:36                              |                                      |                                      |
| 1964 | 20                                   | Kristján Rafn Guðmundsson -3-        | 1:00:00 ?                            |                                      |                                      |
| 1963 | 20                                   | Kristján Rafn Guðmundsson -2-        | 1:00:00 ?                            |                                      |                                      |
| 1962 | 20                                   | Kristján Rafn Guðmundsson            | 1:00:00 ?                            |                                      |                                      |
| 1961 | 20                                   | Oddur Pétursson -4-                  | 1:15:08                              |                                      |                                      |
| 1960 | 21                                   | Gunnar Pétursson -2-                 | 1:13:08                              |                                      |                                      |
| 1959 | 21                                   | Haukur Sigurðsson                    | 1:13:23                              |                                      |                                      |
| 1958 | 21                                   | Gunnar Pétursson                     | 1:12:08                              |                                      |                                      |
| 1957 | 21                                   | Oddur Pétursson -3-                  | 1:21:10                              |                                      |                                      |
| 1956 | 21                                   | Oddur Pétursson -2-                  | 1:15:02                              |                                      |                                      |
| 1955 | 21                                   | Oddur Pétursson                      | 1:29:01                              |                                      |                                      |
| 1939 | 21                                   | Gísli Kristjánsson                   | 1:22:35                              |                                      |                                      |
| 1938 | 21                                   | Magnús Kristjánsson -4-              | 1:34:48                              |                                      |                                      |
| 1937 | 21                                   | Magnús Kristjánsson -3-              | 1:33:16                              |                                      |                                      |
| 1936 | 21                                   | Magnús Kristjánsson -2-              | 1:19:27                              |                                      |                                      |
| 1935 | 18                                   | Magnús Kristjánsson                  | 1:50:00                              |                                      |                                      |

Quellen: 